# کریستین پولاک
کریستین پولاک (انگلیسی: Cristian Pulhac؛ زادهٔ ۱۷ اوت ۱۹۸۴) بازیکن سابق فوتبال اهل رومانی است که در پست دفاع چپ بازی می‌کرد.
وی همچنین در تیم‌های ملی فوتبال زیر ۲۱ سال رومانی و رومانی بازی کرده‌است.